# Ma (Han Ming)
Ma, född 40, död 79, var en kinesisk kejsarinna, gift med kejsar Han Mingdi. Hon var sin makes politiska rådgivare. 

## Biografi
Ma var dotter till generalen markis Ma Yuan och Lin. År 49 föll hennes far i onåd. Hennes mor arrangerade äktenskapet med kronprinsen för att återupprätta familjens status. Hon beskrivs som lugn, ödmjuk, värdig och intresserad av litteratur. Hon höll sams med makens konkubiner och gjorde sig också omtyckt av honom genom att välja ut attraktiva sexualpartners åt honom. Själv fick hon ingen son, men adopterade på makens önskan hans arvinge. 
Hon blev kejsarinna år 60. Som kejsarinna väckte hon häpnad med sin sparsamhet, och ska enbart ha burit enkla vita kläder av billigaste siden utan utsmyckningar. Hon hade politiskt inflytande då kejsaren frågade henne om råd i statens affärer. Hon ska ha ingripit och mildrat hans bestraffningar under hans brors konspiration år 71. 
Hennes adoptivson betraktade henne emotionellt som sin mor och gjorde henne till änkekejsarinna (vilket inte var en självklarhet) efter sin tronbestigning år 75. Som änkekejsarinna grundade hon en sidenfabrik som gav en viktig inkomst till kejsarhuset. Hon ifrågasatte år 79 kejsarens utnämning av sina onklar till markiser, och dessa tvingades då att avstå sina titlar. 